# Sequência didática
Seqüência didática é um termo em educação para definir um procedimento encadeado de passos, ou etapas ligadas entre si para tornar mais eficiente o processo de aprendizado.
As sequências didáticas são planejadas e desenvolvidas para a realização de determinados objetivos educacionais, com inicio e fim conhecidos tanto pelos professores, quanto pelos alunos.
Para compreender o valor pedagógico e as razões que justificam uma sequência didática é fundamental identificar suas fases, as atividades que a constituem e as relações que estabelece com o objeto de conhecimento, visando atender as verdadeiras necessidades dos alunos. Para que uma sequência didática obtenha sucesso é necessário seguir alguns passos que, obrigatoriamente, devem ser respeitados:
1o passo - Apresentação do projeto: Momento em que o professor apresenta aos alunos a tarefa e os estudos que irão realizar.
2o passo - Produção inicial: Os alunos, já informados sobre o projeto, irão expor o que sabem e pensam sobre o assunto, por meio de produção de texto, conversas, etc. A produção inicial trata-se de uma avaliação prévia e é através dela que o professor conhece as dificuldades dos alunos e obtém meios de estabelecer quais atividades deverão ser empregadas na sequência didática.
3o passo - Os módulos: Atividades (exercícios e pesquisas) planejadas metodicamente, com a finalidade de desenvolver as capacidades do aluno. Os módulos devem ser direcionados às dificuldades encontradas na produção inicial dos alunos e visando a superação dessas dificuldades, devem propor atividades diversificadas e adaptadas às particularidades da turma.
4o passo - Produção final: Avaliação do que conseguiram aprender no decorrer da sequência didática (comparação entre produção inicial e produção final).

## Surgimento da sequência didática no Brasil
O termo Sequência Didática surgiu no Brasil nos documentos oficiais dos Parâmetros Curriculares Nacionais como "projetos" e "atividades sequenciadas". Atualmente, as sequências didáticas estão vinculadas ao estudo do gênero textual, porém quando surgiram eram abertas a diferentes objetos do conhecimento.

## Utilização das sequências didáticas no Brasil
Apesar de ser um termo relativamente antigo, as sequências didáticas passaram a ter cada vez mais importante na nova geração de materiais didáticos elaborados pelas editoras mais jovens no Brasil. Aproveitando-se do fato de que passariam a ter que elaborar o material desde o começo (diferentemente das grandes editoras que, na maioria das vezes, apenas "reciclam" seu material editorial), essas novas editoras passaram a criar materiais inovadores utilizando a sistemática. O resultado disso tem sido um melhoria no impacto educacional das soluções propostas. 